# Liste der Kulturdenkmale in Marisfeld
Die Liste der Kulturdenkmale in Marisfeld umfasst die als Ensembles, Einzeldenkmale und Bodendenkmale erfassten Kulturdenkmale in der thüringischen Gemeinde Marisfeld und ihrer Ortsteile (Stand: 11. Februar 2025).
Die Angaben in der Liste ersetzen nicht die rechtsverbindliche Auskunft der zuständigen Denkmalschutzbehörde.

## Legende
- Bild: zeigt ein Bild des Kulturdenkmals und gegebenenfalls einen Link zu weiteren Fotos des Kulturdenkmals im Medienarchiv Wikimedia Commons
- Bezeichnung: Name, Bezeichnung oder die Art des Kulturdenkmals
- Lage: Wenn vorhanden Straßenname und Hausnummer des Kulturdenkmals; Grundsortierung der Liste erfolgt nach dieser Adresse. Der Link Karte führt zu verschiedenen Kartendarstellungen und nennt die Koordinaten des Kulturdenkmals.
 Kartenansicht, um Koordinaten zu setzen – in dieser Kartenansicht sind Kulturdenkmale ohne Koordinaten mit einem roten bzw. orangen Marker dargestellt und können in der Karte gesetzt werden. Kulturdenkmale ohne Bild sind mit einem blauen bzw. roten Marker gekennzeichnet, Kulturdenkmale mit Bild mit einem grünen bzw. orangen Marker.
- Datierung: gibt das Jahr der Fertigstellung beziehungsweise das Datum der Erstnennung oder den Zeitraum der Errichtung an
- Beschreibung: bauliche und geschichtliche Einzelheiten des Kulturdenkmals, vorzugsweise die Denkmaleigenschaften
- ID: Die ID identifiziert das Kulturdenkmal eindeutig. In Thüringen sind aktuell keine IDs veröffentlicht. In der ID-Spalte kann sich auch folgendes Icon  befinden, dies führt zu Angaben zu diesem Kulturdenkmal bei Wikidata.

## Ensemble
| Bild                                    | Bezeichnung | Lage | Datierung | Beschreibung | ID |
| --------------------------------------- | ----------- | --- | --------- | ------------ | -- |
| Direkt Bild zu diesem Denkmal hochladen | Dorfplatz   | an der Oberstädter Straße (Richtung Schmeheim) Gemarkung Marisfeld/Eitersfeld / Flur 1 / Flurstück(e) 328/4, 328/7 |           |              |    |

## Einzeldenkmale
| Bild                                    | Bezeichnung                                                             | Lage | Datierung | Beschreibung | ID |
| --------------------------------------- | ----------------------------------------------------------------------- | --- | --------- | ------------ | -- |
| Direkt Bild zu diesem Denkmal hochladen | Gefallenendenkmal / für die Opfer des 1. Weltkrieges 1914/1918          | Am Kirchberg o. Nr. am Friedhofsweg (auf dem Marisfelder Friedhof) Gemarkung Marisfeld/Eitersfeld / Flur 1 / Flurstück(e) 9/2           |           |              |    |
| Direkt Bild zu diesem Denkmal hochladen | Gefallenendenkmal / Gefallenendenkmal 1870/1871                         | Am Kirchberg o. Nr. Gemarkung Marisfeld/Eitersfeld / Flur 1 / Flurstück(e) 220/24                                                       |           |              |    |
| weitere Bilder Fotos hochladen          | Kirche mit Ausstattung / Ev. Kirche St. Mauritius                       | Am Kirchberg o. Nr. Gemarkung Marisfeld/Eitersfeld / Flur 1 / Flurstück(e) 9/2 (Karte)                                                  |           |              |    |
| BW                                      | Pfarrhaus mit Ausstattung, Hof, Umfriedung und Nebengebäude             | Am Kirchberg 1 an der Südostecke des Dorfplatzes Gemarkung Marisfeld/Eitersfeld / Flur 1 / Flurstück(e) 4 (Karte)                       |           |              |    |
| BW                                      | Wohnhaus, Ausstattung, Umfriedung, Nebengebäude                         | Am Kirchberg 2 an der Südostecke des Dorfplatzes Gemarkung Marisfeld/Eitersfeld / Flur 1 / Flurstück(e) 17/2 (Karte)                    |           |              |    |
| weitere Bilder Fotos hochladen          | Schloss mit Ausstattung und Schlosspark, Teich, Gärtnerhaus, Nebengelaß | Am Kirchberg 3 nordöstlich des Dorfplatzes Gemarkung Marisfeld/Eitersfeld / Flur 1 / Flurstück(e) 11/12, 11/10, 11/15, 230, 235 (Karte) |           |              |    |
| BW                                      | Schule mit Ausstattung und Nebengebäude                                 | Am Kirchberg 6 Gemarkung Marisfeld/Eitersfeld / Flur 1 / Flurstück(e) 13/3 (Karte)                                                      |           |              |    |
| BW                                      | Wohnhaus                                                                | Dillstädter Straße 8 Gemarkung Marisfeld/Eitersfeld / Flurstück(e) 86 (Karte)                                                           |           |              |    |
| BW                                      | Gehöft                                                                  | Happengasse 4 Gemarkung Marisfeld/Eitersfeld / Flur 1 / Flurstück(e) 122/5 (Karte)                                                      |           |              |    |
| Direkt Bild zu diesem Denkmal hochladen | Braukeller                                                              | Hinter den Häusern o. Nr. Gemarkung Marisfeld/Eitersfeld / Flur 1 / Flurstück(e) 327/9                                                  |           |              |    |
| Direkt Bild zu diesem Denkmal hochladen | Wiegehaus                                                               | Oberstädter Straße o. Nr. Gemarkung Marisfeld/Eitersfeld / Flur 1 / Flurstück(e) 12/25, 12/26                                           |           |              |    |
| BW                                      | Gehöft                                                                  | Oberstädter Straße 9, 9a, 11 Gemarkung Marisfeld/Eitersfeld / Flur 1 / Flurstück(e) 376/4, 376/7 (Karte)                                |           |              |    |
| BW                                      | Wohnhaus mit Ausstattung                                                | Schustergasse 5 Gemarkung Marisfeld/Eitersfeld / Flur 1 / Flurstück(e) 95/3 (Karte)                                                     |           |              |    |
| Direkt Bild zu diesem Denkmal hochladen | Pferdestall und Knechtshaus                                             | Themarer Straße o. Nr. Gemarkung Marisfeld/Eitersfeld / Flurstück(e) 3/10                                                               |           |              |    |
| Direkt Bild zu diesem Denkmal hochladen | Wohnhaus                                                                | Themarer Straße 12 Gemarkung Marisfeld/Eitersfeld / Flur 1 / Flurstück(e) 161/7                                                         |           |              |    |
| BW                                      | Wohnhaus mit Nebengebäude                                               | Themarer Straße 20 Gemarkung Marisfeld/Eitersfeld / Flur 1 / Flurstück(e) 189/3 (Karte)                                                 |           |              |    |
| BW                                      | Wohnhaus mit Ausstattung und Nebengebäude                               | Themarer Straße 30 Gemarkung Marisfeld/Eitersfeld / Flur 1 / Flurstück(e) 208/3 (Karte)                                                 |           |              |    |
| BW                                      | Gasthof mit Ausstattung und Nebengebäude / Henne                        | Themarer Straße 5 am Südrand des Dorfplatzes Gemarkung Marisfeld/Eitersfeld / Flur 1 / Flurstück(e) 117 (Karte)                         |           |              |    |
| BW                                      | Gutshof                                                                 | Themarer Straße 6 Gemarkung Marisfeld/Eitersfeld / Flurstück(e) 3/10, 3/11, 3/15, 3/17, 3/21 (Karte)                                    |           |              |    |
| BW                                      | Gehöft                                                                  | Weedgasse 1 Gemarkung Marisfeld/Eitersfeld / Flur 1 / Flurstück(e) 118/2 (Karte)                                                        |           |              |    |
| BW                                      | Gehöft                                                                  | Weedgasse 16 Gemarkung Marisfeld/Eitersfeld / Flur 1 / Flurstück(e) 99/3 (Karte)                                                        |           |              |    |
| BW                                      | Gehöft                                                                  | Weedgasse 6 Gemarkung Marisfeld/Eitersfeld / Flur 1 / Flurstück(e) 141/4 (Karte)                                                        |           |              |    |
| BW                                      | Gehöft                                                                  | Weedgasse 7 Gemarkung Marisfeld/Eitersfeld / Flur 1 / Flurstück(e) 136, 137 (Karte)                                                     |           |              |    |
| weitere Bilder Fotos hochladen          | Friedhof / Jüdische Kultur                                              | auf dem sogenannten Guhligsberg Gemarkung Marisfeld/Eitersfeld / Flur 1 / Flurstück(e) 533 (Karte)                                      |           |              |    |

## Bodendenkmale
| Bild                                    | Bezeichnung            | Lage | Datierung | Beschreibung | ID |
| --------------------------------------- | ---------------------- | --- | --------- | ------------ | -- |
| Direkt Bild zu diesem Denkmal hochladen | Areal Schloß Marisfeld | Ortslage, unmittelbar östlich der Kirche Gemarkung Marisfeld/Eitersfeld / Flur 1 / Flurstück(e) 11/12                                                                     |           |              |    |
| Direkt Bild zu diesem Denkmal hochladen | Hügelgräberfeld        | ‚Kalte Staude‘, ca. 1,2 km vom Ort, von den 10 Hügeln sind 2 teilw. zerstört. Gemarkung Marisfeld/Eitersfeld / Flur 1 / Flurstück(e) 420/7, 420/8                         |           |              |    |
| Direkt Bild zu diesem Denkmal hochladen | Hügelgräberfeld        | nordöstlich vom Ort, auf dem Eichberg, Waldteil ‚Vogelherd‘ Gemarkung Marisfeld/Eitersfeld / Flur 1 / Flurstück(e) 420/8; Gemarkung Oberstadt / Flur 1 / Flurstück(e) 254 |           |              |    |